# Jim Thompson
Jim Thompson, właśc. James Myers Thompson (ur. 27 września 1906 w Anadarko, Oklahoma, zm. 7 kwietnia 1977 w Los Angeles) – amerykański pisarz i scenarzysta filmowy oraz telewizyjny. Znany był najbardziej dzięki publikacjom powieści kryminalnych w magazynach pulpowych.
Jest autorem ponad trzydziestu powieści, których część została sfilmowana: Ucieczka gangstera (1972), The Killer Inside Me (1976), Série noire (1979), Coup de Torchon (1981), Naciągacze (1990), The Kill-Off (1990), Po zmroku, kochanie (1990), The Killer Inside Me (2010).

## Powieści
- Now and on Earth (1942)
- Heed the Thunder (też jako Sins of the Fathers) (1946)
- Nothing More Than Murder (1949)
- The Killer Inside Me (1952) (tytuł polskiego wydania Morderca we mnie, data wydania maj 2012)
- Cropper's Cabin (1952)
- Recoil (1953)
- The Alcoholics (1953)
- Savage Night (1953)
- Bad Boy (1953)
- The Criminal (1953)
- The Golden Gizmo (też jako The Golden Sinner) (1954)
- Roughneck (1954)
- A Swell-Looking Babe (1954) (tytuł polskiego wydania Ślicznotka, data wydania 2011)
- A Hell of a Woman (1954) (tytuł polskiego wydania Z piekła rodem, data wydania 2010)
- The Nothing Man (1954)
- After Dark, My Sweet (1955)
- The Kill-Off (1957)
- Wild Town (1957)
- The Getaway (1958) (tytuł polskiego wydania Ucieczka gangstera, data wydania 1998)
- The Transgressors (1961)
- The Grifters (1963) (tytuł polskiego wydania Naciągacze, data wydania 2011)
- Pop. 1280 (1964)
- Texas By the Tail (1965)
- South of Heaven (1967)
- Nothing But a Man (1970)
- Child of Rage (1972)
- King Blood (1973)
- Jim Thompson Omnibus (1983) (ponownie w 1995)
- Jim Thompson Omnibus 2 (1985) (ponownie w 1997)
- Fireworks: The Lost Writings of Jim Thompson (1988)
- The Rip-Off (1989)

## Scenariusze filmowe
- Zabójstwo (1956)
- Ścieżki chwały (1957)

## Jako aktor
- Żegnaj, laleczko (1975) jako sędzia Baxter Wilson Grayle